# Luther (Iowa)
Luther és una població dels Estats Units a l'estat d'Iowa. Segons el cens del 2000 tenia 158 habitants.

## Demografia
Segons el cens del 2000, Luther tenia 158 habitants, 55 habitatges, i 47 famílies. La densitat de població era de 79,2 habitants/km².
Dels 55 habitatges en un 38,2% hi vivien nens de menys de 18 anys, en un 78,2% hi vivien parelles casades, en un 7,3% dones solteres, i en un 14,5% no eren unitats familiars. En el 12,7% dels habitatges hi vivien persones soles el 3,6% de les quals corresponia a persones de 65 anys o més que vivien soles. El nombre mitjà de persones vivint en cada habitatge era de 2,87 i el nombre mitjà de persones que vivien en cada família era de 3,15.
Per edats la població es repartia de la següent manera: un 27,8% tenia menys de 18 anys, un 6,3% entre 18 i 24, un 32,3% entre 25 i 44, un 20,9% de 45 a 60 i un 12,7% 65 anys o més.
L'edat mediana era de 38 anys. Per cada 100 dones de 18 o més anys hi havia 100 homes.
La renda mediana per habitatge era de 41.964 $ i la renda mediana per família de 41.786 $. Els homes tenien una renda mediana de 29.250 $ mentre que les dones 27.083 $. La renda per capita de la població era de 14.393 $. Entorn de l'11,9% de les famílies i el 13,3% de la població estaven per davall del llindar de pobresa.

## Poblacions més properes
El següent diagrama mostra les poblacions més properes.